# Henri Alavoine
Henri Alavoine (Paris, 6 de março de 1890 — Pau, 19 de julho de 1916) foi um ciclista francês. Ele terminou em último lugar no Tour de France 1913.